# 小行星5233
小行星5233（英語：5233）是一颗围绕太阳公转的小行星。1988年9月14日，舒爾特·巴斯在托洛洛山发现了此天体。
这颗小行星的绝对星等为43.09903等。小行星5233以希臘神話的人物納斯提斯命名。